# هسلر ویتنی
هسلر ویتنی (انگلیسی: Hassler Whitney؛ ۲۳ مارس ۱۹۰۷ – ۱۰ مهٔ ۱۹۸۹) ریاضی‌دان آمریکایی بود. وی یکی از بنیان‌گذاران نظریه تکینگی بود و کارهایی بنیادی در زمینه منیفلد، نشاندن، جادهنده، دسته مشخصه و نظریه انتگرال‌گیری هندسی انجام داد. 